# Barranc d'Orrit
El Barranc d'Orrit, malgrat ser molt curt, és un dels barrancs principals de l'antic terme de Sapeira, actualment inclòs en el terme municipal de Tremp, al Pallars Jussà. És la continuïtat natural cap a ponent del barranc d'Esplugafreda.
Els seus 2 quilòmetres aproximats de recorregut discorren enterament dins del terme municipal de Tremp, concretament dins de l'antic municipi de Sapeira.
Es forma a 672 m. alt., a la confluència del barranc d'Esplugafreda amb el barranc de les Comes, a llevant del lloc conegut com els Puials Rois, pronúncia ribagorçana dels Pujals Roigs. Des d'aquest baixa de forma sinuosa cap a ponent, fent constants revolts, atès que discorre pel fons de la vall, força ampla i plana en aquest lloc, a causa dels sediments al·luvials.
Rep per l'esquerra les llauetes i barranquets que baixen de les muntanyes que emmarquen la vall, tots de fort pendent i curt recorregut. Només es coneix el nom d'un d'ells, ja que té un recorregut més llarg: el barranc de la Coma de Tarraubella, que baixa de llevant de l'antic poble d'Orrit, la casa més oriental del qual era, precisament, Casa Tarraubella.
Finalment, aiguavessa en la Noguera Ribagorçana, a llevant d'Areny de Noguera, just a sota i sud-oest del Pont d'Orrit.
El barranc pren el nom del poble, ara abandonat, sota del qual discorre.
Per la vall del barranc d'Orrit passen les pistes que menen una a Sapeira, El Castellet (Espluga de Serra) i Espluga de Serra, i l'altra cap a Esplugafreda i Tremp travessant la Serra de Gurp.